# Iuri Gazinski
Iuri Aleksàndrovitx Gazinski (en rus: Юрий Александрович Газинский; Komsomolsk na Amure, 20 de juliol de 1989) és un jugador de futbol professional rus, que actualment juga com a centrecampista defensiu al FK Krasnodar i a la selecció russa.